# HSBC Tower (Auckland)
La HSBC Tower anciennement PricewaterhouseCoopers Tower est un gratte-ciel néo-zélandais de 130 mètres de hauteur maximale construit à Auckland de 2000 à 2002. La hauteur du toit du bâtiment est de 114 mètres.
L'immeuble abrite des bureaux sur 29 étages pour une surface de plancher de 31 325 m²  permettant d’accommoder 2 500 personnes.
Il fait partie des dix plus hauts immeubles d'Auckland.
L'immeuble a coûté 171 millions de Dollar néo-zélandais.
L'architecte est l'agence d'architecture australienne Stephenson & Turner Architects